# أوسكار إسبينولا
أوسكار إسبينولا (بالإسبانية: Oscar Espínola)‏ هو مدرب كرة قدم ولاعب كرة قدم باراغواياني في مركز الدفاع، ولد في 10 مايو 1976. لعب مع أرجنتينو دي كويلمس ‏.

## وصلات خارجية
- أوسكار إسبينولا على موقع قاعدة بيانات كرة القدم.إي يو (الإنجليزية)
- أوسكار إسبينولا على موقع Soccerway.com (الإنجليزية)